# Brasilien. Ein Land der Zukunft

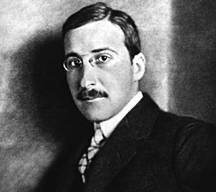
Stefan Zweig (ca. 1912)

Brasilien. Ein Land der Zukunft ist ein 1941 erschienener Reisebericht des österreichischen Autors Stefan Zweig über Brasilien.

## Hintergrund
Stefan Zweig besuchte Brasilien erstmals im August 1936, als er sich auf der Durchreise zum P.E.N.-Treffen in Buenos Aires und auf dem Höhepunkt seines Weltruhms befand. Als einer der meistgelesenen Autoren Brasiliens wurde er herzlich empfangen; später schrieb Zweig über diesen ersten Aufenthalt: „[I]ch genoss in wenigen Tagen soviel Güte und Freundschaft wie sonst in Jahren. Wie sollte ich nicht restlos glücklich sein?“ Bereits im Herbst dieses Jahres berichtete er für die Zeitung Pester Lloyd von seinen dortigen Erlebnisse; diese Berichte erschienen ein Jahr später als Kleine Reise nach Brasilien in Begegnungen mit Menschen, Büchern, Städten. Vermutlich plante er bereits damals, diese Aufsätze zu einem Buch auszuweiten, und strebte eine zweite Brasilienreise an. Auf Grund der schwierigen politischen Lage der 1930er konnte er diese erst 1940 im Rahmen einer Vortragsreise unternehmen. Auf dieser begann er seine Recherchen in der Brasilianischen Nationalbibliothek in Rio de Janeiro; zudem unternahm er eine Reise nach Ouro Preto in das Landesinnere sowie eine von der brasilianischen Regierung finanzierte Flugreise nach Bahia, Pernambuco und Belém. Das Manuskript beendete er Anfang 1941 in New Haven in den Vereinigten Staaten, wo ihm die Bibliothek der Yale University zur Verfügung stand. Der Reisebericht erschien 1941 sowohl im Bermann-Fischer-Verlag in der Originalfassung als auch in englischer, französischer, portugiesischer, spanischer und schwedischer Übersetzung. Der Staatenlose Zweig kehrte im August 1941 nach Brasilien zurück, um dort seinen Lebensabend zu verbringen. Die Regierung hatte ihm nämlich überraschenderweise den Aufenthalt genehmigt – eigentlich waren jüdische Exilanten unerwünscht. Aus Verzweiflung über die Zerstörung seiner „geistigen Heimat Europa“ durch den Nationalsozialismus beging er im folgenden Jahr mit seiner Frau Charlotte Altmann Selbstmord.

## Inhalt
Zweig stellt Brasilien seinen Lesern als eine sich im Werden befindende Gesellschaft vor, aus der ein neuer Typus Mensch hervorgehen werde. Man könne in diesem Staat im Gegensatz zum vom Rassenhass konsumierten Europa ungeachtet der Nationalität, Hautfarbe oder Religion ohne Streit zusammenleben. Daher müsse man Brasilien als einen der fortschrittlichsten Staaten der Welt betrachten, trotz fehlender industrieller oder militärischer Leistung, da gerade diese Eigenschaften im NS-Staat im Dienste der Bestialität eingesetzt wurden. Historische Verbrechen Brasiliens, wie dessen Rolle in der Sklaverei, ignoriert oder verharmlost Zweig. Nach einem kurzen Überblick über die brasilianische Geschichte, in der er die Rolle der Jesuiten und die Wirtschaftsgeschichte betont, schildert er die brasilianische Kultur, deren Herzlichkeit und Gelassenheit er besonders hervorhebt. Er leugnet afrikanische Einflüsse auf das südamerikanische Land; Tänze wie der Samba seien grundsätzlich nicht brasilianisch. Stattdessen habe in Brasilien eine Weiterentwicklung der europäischen – genauer gesagt der portugiesischen – Tradition stattgefunden. Die fortschrittliche Mittelschicht, aus der eine neue Führungsschicht um Getúlio Vargas hervorgegangen sei, ermögliche für Brasilien in der nahen Zukunft eine kulturelle Blüte. Den Einfluss des berühmten deutschen Forschungsreisenden Alexander von Humboldt auf Zweig kann man daran erkennen, dass dieser Natur in den Tropen und den Lebenswandel der dortigen Bevölkerung als harmonisch wahrnimmt. In der zweiten Hälfte des Buches finden sich Berichte über einzelne brasilianische Städte.

## Rezeption und Forschung
Zweigs Werk wurde von der brasilianischen Diktatur unter Getúlio Vargas, die es als ein Prestigeprojekt betrachtete, ausdrücklich begrüßt. Viele kritische Journalisten warfen Zweig Regierungspropaganda vor – dass der berühmte Humanist fast keine Kritik an der Vargasdiktatur äußerte, schockierte viele brasilianische Intellektuelle. Auf Grund seiner naiven Äußerungen über die kulturelle Harmonie in Brasilien wurde er aufgefordert, die portugiesischsprachige Fachliteratur zu konsultieren. Dennoch erregte das Buch des damals weltberühmten Autors die Aufmerksamkeit der brasilianischen Öffentlichkeit, in der noch heute vom „país do futuro“ gesprochen wird – oft gefolgt vom ironischen Nachwort „e sempre será“ (zu Deutsch etwa: „und das wird immer so bleiben“). Damit ist Zweigs Brasilienbild für bestimmte Einheimische ein Idealbild geworden, nach dem sie streben.
Für die Zweigforschung ist Brasilien. Ein Land der Zukunft aus vielerlei Hinsicht interessant. Aus biographischer Sicht stellt sich die Frage, warum Zweig im von ihm gepriesenen Zukunftsland Suizid beging. Zweig gibt im Buch ein sehr positives Bild des Landes wieder und verherrlicht verschiedene der dortigen sozialen und gesellschaftlichen Probleme, weshalb der Vorwurf der Regierungsarbeit naheliegt. Der brasilianische Journalist und ehemaliger Leiter des Casa Stefan Zweig Alberto Dines meint, dass Stefan Zweig im Gegenzug für seinen Dienst für die Vargasdiktatur eine Aufenthaltsbewilligung erhalten habe. Hingegen wird auch behauptet, dass der Exilliterat Zweig Brasilien fast utopisch karikiert habe, um ein Gegenmodell zum NS-Regime in seiner Heimat zu schaffen. An einigen Stellen liegen sogar Parallelen zwischen Zweigs Brasilienbild und den Schilderungen der Toleranz im Vielvölkerstaat Österreich-Ungarn in seiner Autobiographie Die Welt von Gestern vor.